# Peintre de Dinos

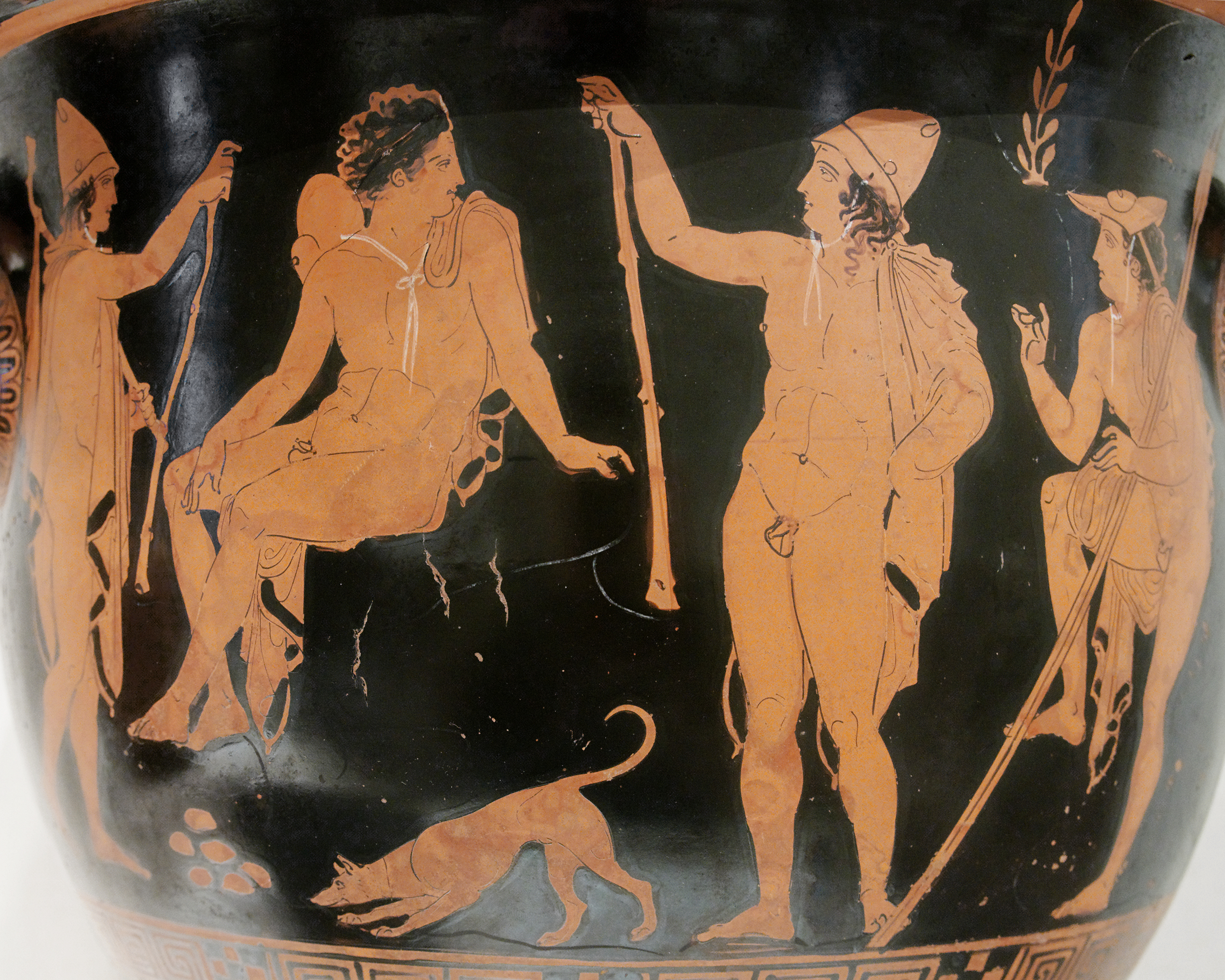
Cratère du peintre de Dinos

Le peintre de Dinos (actif à la fin du Ve siècle av. J.-C.) est peintre grec sur vase à Athènes. Il est considéré comme l'un des plus importants peintres de vases de céramique attique à figures rouges de la période classique. Il appartient à la même école que le peintre de Cléophon.